# 让·博丹

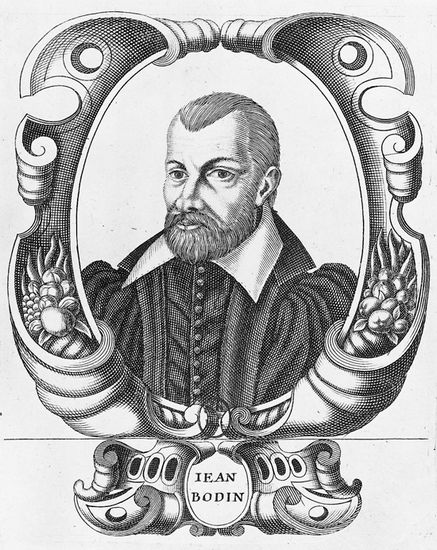
博丹

讓·博丹（法語：Jean Bodin，1530年—1596年），是法國的律師、國會議員和法學教授，因他的主權（souveraineté）理論而被視為政治科學之父。代表作《国家六论》，与霍布斯、波舒哀等人同为西方絕對君主制理论的集大成者。
让.博丹出生于法国宗教改革的动荡时期。著书反对法国的宗教冲突。他虽然名义上仍为天主教徒，但对教皇的权威高于法国君主持批评的态度，故教派傾向為溫和、愛國性質的政略派。主张由法国国王实施中央专制来取代派系纷争。在临近生命结束时，他完成了不同宗教之间的对话，其中包括了伊斯兰教、犹太教和自然神学。他的主张是各种宗教和谐共存。

## 思想
博丹認為主權是「在臣民之上，不受法律節制的最高權力」。 主權擁有者，除了上帝的旨意和自然法之外，任何人的法律都可不必遵守，因為法律是由主權所創造的。主權擁有者不必然是君主，也可能是國會。主權包含了有設立官署和規定其職務的權力；立法和廢法的權力；宣戰與媾和的權力；接受請願的權力；生殺之權力等。
曾主張:「國家擁有對內最高，對外不受干預的主權能力。」

## 獵巫
在西爾維婭·費代里奇的著作《凱列班與女巫》中提到，理論家讓·博丹是女巫的勁教，他對女巫的憎恨和對殺戮的呼時都很執著。他參加了許多女巫審判，另寫了一卷《證明》（Demomonia, 1580）。在《證明》之中，他堅持認為女巫應該被活活燒死，而不是在被扔進火焰之前被“仁慈地”勤死，以及她們應該被燒灼，讓她們的肉在死前腐爛，並且她們的孩子也該被燒死。

## 延伸阅读
[在维基数据编辑]
 在维基共享资源阅览影像、分类